# Sylvie Ballyot
Sylvie Ballyot, est une réalisatrice, scénariste, monteuse et productrice française.

## Filmographie
| année | titre                       | actrice | réalisatrice | scénariste | monteuse | productrice | notes                  |
| ----- | --------------------------- | ------- | ------------ | ---------- | -------- | ----------- | ---------------------- |
| 1993  | Un jour comme un autre      |         | Oui          | Oui        |          |             | court métrage          |
| 1994  | Une rose entre nous         |         |              |            | Oui      |             | court métrage          |
| 2002  | Alice                       |         | Oui          |            |          |             | long métrage           |
| 2003  | Regarde-moi                 | Oui     | Oui          | Oui        | Oui      |             | court métrage          |
| 2007  | Love and Words Are Politics |         | Oui          |            |          | Oui         | documentaire           |
| 2007  | Tel père telle fille        |         | Oui          | Oui        |          |             | court métrage          |
| 2009  | Juliette                    |         | Oui          | Oui        |          |             | court métrage télévisé |
| 2010  | Je suis vivante et belle    |         | Oui          | Oui        |          |             | court métrage          |
| 2012  | Moi tout seul               |         | Oui          | Oui        |          |             | court métrage          |
| 2024  | Green Line                  |         | Oui          | Oui        |          |             | long métrage           |